# Коровай, Иван Андреевич
Иван Андреевич Коровай (10 июля 1928, Носовка, Нежинский округ — 29 марта 2008, Фастов) — советский учитель математики в школе-интернате в Фастове. Герой Социалистического Труда (1978).

## Биография
Родился 10 июля 1928 года в Носовке (ныне Черниговская область). Украинец.
Образование получил в Носовской средней школе № 1, которую окончил в 1947 году, после чего поступил в Нежинский педагогический университет на физико-математический факультет. После получения высшего образования работал учителем математики в селе Дерно (Волынская область), а с 1955 года работал в Цумаенской школе, той же области.
В 1962 году начал работать учителем математики в Фастовской школе-интернате (Киевская область). За время работы в Фастовшкой школе-интернате, Коровай оборудовал в школе математический кабинет, создал самодельные учебные пособия, использовал технические средства обучения. 27 июня 1978 года «за большие заслуги в деле обучения и коммунистического воспитания учащихся» Иван Андреевич Коровай был удостоен звания Героя Социалистического Труда.
В 1988 году Иван Андреевич вышел на пенсию, проживал в Фастове. Скончался 29 марта 2008 года.

## Награды
- Золотая медаль «Серп и Молот» (27 июня 1978 — № 19089);
- Орден Ленина (27 июня 1978 — № 430059);
- Орден Трудового Красного Знамени (20 июля 1971);
- Заслуженный учитель Украинской ССР;
- Почётный гражданин Фастова;
- медали.